# Argiope niasensis
Argiope niasensis är en spindelart som beskrevs av Embrik Strand 1907. Argiope niasensis ingår i släktet Argiope och familjen hjulspindlar. Inga underarter finns listade i Catalogue of Life.